# Nicola Pende
Nicola Pende (Noicattaro, 21 de abril de 1880 - Roma, 8 de junio de 1970) fue un médico endocrinólogo italiano y partidario de las teorías racistas.

## Biografía
Fue profesor universitario en Bari, Génova y Roma. En 1925 fue el primer rector de la "Universidad Adriática Benito Mussolini (actual: Università degli Studi di Bari Aldo Moro), además de fundar en Génova el "Instituto de Biotipología individual y Ortogénesis".
Basándose en estudios a fondo de su maestro Achille De Giovanni, argumentó la importancia de las glándulas de secreción interna en la determinación de las constituciones humanas que ponen los cimientos de la endocrinología moderna.
Se unió al fascismo y durante mucho tiempo se sostuvo que él fue uno de los firmantes del Manifiesto de la raza (leggi razziali fasciste), mientras que esta hipótesis fue posteriormente desmentida por historiadores e investigadores como Giorgio Israel, Mario Toscano y Thomas dell'Era.
Pende, después de 1945, afirmó haber desmentido la supuesta participación suya en el Manifiesto de la Raza dos meses y medio después de su publicación en un artículo publicado en el 5 de octubre de 1938 en la revista "Vita Universitaria"; sin embargo, en esta revista no hay rastro de la negación.
Debido a que no existe ningún documento firmado auténticamente, hay aquellos que tienen dudas acerca de su posición respecto a las leyes raciales, ya que las posiciones científicas de Pende contemplan expresiones significativamente diferentes de las raciales, como las sugeridas por el Manifiesto. Recientemente Rai Storia, canal de televisión italiano con temática de historia, ha documentado una fuerte polémica entre Pende y la revista La difesa della razza (La defensa de la raza) dirigida por Telesio Hinton, con la que Pende nunca colaboró.
El 16 de octubre de 1943 durante la redada nazi en Roma, 23 judíos se refugiaron en el local de Policlínico Umberto I. Tras la proclamación de la República Social Italiana, fue invitado por el gobierno fascista republicano para asumir posiciones de prestigio, pero Pende declinó la propuesta y optó por refugiarse en el interior de la Basilica di San Paolo fuori le mura (San Pablo Extramuros).

## Posguerra
Después de la guerra, a petición de la Procuraduría General el 15 de mayo de 1946 el Tribunal de Apelación de Roma excluyó de cualquier responsabilidad a Pende sobre la promulgación de las leyes raciales posteriores declarando "no tener que promover el enjuiciamiento".
También se le privó brevemente de impartir enseñanza, sin embargo, Joseph Nathan, comisario de la Unión de las comunidades judías, declaró a favor de Pende, con lo cual el 8 de julio de 1948 el Tribunal de Casación, teniendo en cuenta el refugio ofrecido a los ciudadanos israelitas en el hospital, tomó la decisión de mantener a Pende en la cátedra que tenía en el Instituto de Patología Médica de la Universidad de Roma hasta que llegase a su límite de edad en 1955. Su hijo Vito Pende también fue endocrinólogo.

## Endocrinología criminal
Pende es considerado uno de los precursores de la endocrinología criminal. Basándose en causas biotipológicas originadas por factores complejos así como causas antropofisiológicas de origen atávico y patológico, Pende sostuvo que la formación delictiva puede verse originada patológicamente o determinada en una relación causal de orden orgánico. A partir de las investigaciones de Pende, y de las explicaciones de su discípulo Giuseppe Vidoni, los estudios criminológicos se centraron en torno al funcionamiento de las glándulas de secreción interna y la influencia de las hormonas sobre la constitución y forma del cuerpo y del espíritu, lo cual engendra trastornos en la conducta humana que, a su vez, motivan el delito.